# Magus (album)
Magus è il quinto album in studio del gruppo musicale sludge metal Thou, pubblicato il 31 agosto 2018 dalla Sacred Bones Records.
| Recensione       | Giudizio |
| ---------------- | -------- |
| AllMusic         | [ 1 ]    |
| Drowned in Sound | [ 2 ]    |
| Pitchfork        | [ 3 ]    |
| Sputnikmusic     | [ 4 ]    |

## Riconoscimenti
| Rivista               | Riconoscimento              | Posizione | Note   |
| --------------------- | --------------------------- | --------- | ------ |
| BrooklynVegan         | Top 50 Albums of 2018       | 15        | [ 5 ]  |
| Decibel               | Top 40 Albums of 2018       | 34        | [ 6 ]  |
| Noisey                | Top 100 Albums of 2018      | 12        | [ 7 ]  |
| No Ripcord            | Top 50 Albums of 2018       | 20        | [ 8 ]  |
| National Public Radio | Top 50 Albums of 2018       | 43        | [ 9 ]  |
| PopMatters            | Top 20 Metal Albums of 2018 | 19        | [ 10 ] |
| Sputnikmusic          | Top 50 Albums of 2018       | 9         | [ 11 ] |
| Treble                | Top 23 Metal Albums of 2018 | 1         | [ 12 ] |

## Tracce
1. Inward – 10:08
2. My Brother Caliban – 1:04
3. Transcending Dualities – 8:52
4. The Changeling Prince – 6:29
5. Sovereign Self – 10:15
6. Divine Will – 1:34
7. In the Kingdom of Meaning – 9:33
8. Greater Invocation of Disgust – 5:59
9. Elimination Rhetoric – 7:53
10. The Law Which Compels – 2:58
11. Supremacy – 10:53

## Classifica
| Classifica                        | Posizione massima |
| --------------------------------- | ----------------- |
| US Independent Albums (Billboard) | 18                |
| US Vinyl Albums (Billboard)       | 8                 |